# Comité international d'accompagnement de la transition
Pour les articles homonymes, voir CIAT.
Le Comité international d'accompagnement de la transition (en abrégé CIAT) est un organe international mis en place pour épauler la transition démocratique en République démocratique du Congo. Il a été créé  en application de l'annexe IV de l'accord global et inclusif de Prétoria de 2002. Le CIAT est composé des cinq pays membres permanents du Conseil de sécurité des Nations unies (Chine, États-Unis, France, Royaume-Uni, Russie), de l'Afrique du Sud, de l'Angola, de la Belgique, du Canada, du Gabon, de la Zambie, de l'Union africaine, de l'Union européenne et de la Mission de l'ONU en RDC (MONUC).